# Pulo Belen
Pulo Belen is een bestuurslaag in het regentschap Subulussalam van de provincie Atjeh, Indonesië. Pulo Belen telt 312 inwoners (volkstelling 2010).